# Nitrosonio

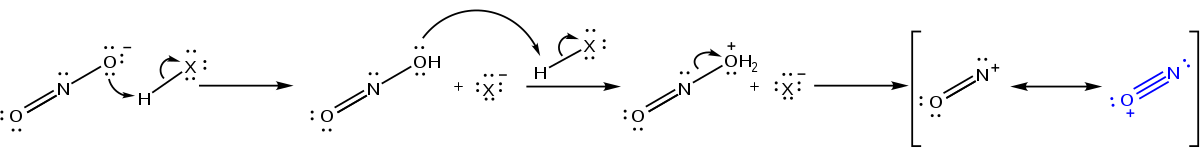
Mecanismo de formación del Nitrosonio

El nitrosonio es un ion diatómico de fórmula NO + . Consiste en un átomo de nitrógeno y un átomo de oxígeno en sp en un enlace triple y tiene una carga positiva clara. El ion nitrosonio es un isostero de monóxido de carbono y nitrógeno diatómico .

## Capacidad de respuesta
El ion nitrosonio es estable en las formas salificadas con tetrafluoroborato (NOBF 4 ), perclorato (NOClO 4 ) o sulfato de hidrógeno( NOSO 4 H ) y, por lo tanto, se usa como tal en las reacciones.
El ion nitrosonio reacciona rápidamente con H 2 O con la producción de ácido nitroso.
NO + + H 2 O → HONO + H +
En ambiente básico reacciona con la formación de una sal nítrica.
NO + + 2 OH - → NO 2 - + H 2 O
El nitrosonio también puede dar reacciones de diazotación al reaccionar con anilinas en un ambiente ácido.